# Gillian van den Berg
Gillian van den Berg, född 8 september 1971 i Gouda, är en nederländsk vattenpolospelare. Hon ingick i Nederländernas landslag vid olympiska sommarspelen 2000 och 2008.
Gillian van den Berg tog OS-guld i damernas vattenpoloturnering i samband med de olympiska vattenpolotävlingarna 2008 i Peking. Hennes målsaldo i turneringen var fyra mål. Detta var van den Bergs andra framträdande i OS-sammanhang. Hon gjorde ett mål i Sydney där Nederländerna slutade på fjärde plats. I det nederländska landslaget debuterade van den Berg år 1993 då laget vann EM-guld i Leeds.